# Aporové
Aporové (maďarsky Apor család) je starobylý uherský (maďarský, sikulský) šlechtický rod, který hrál významnou roli v dějinách Sedmihradska.
Rod měl několik větví, z nichž některé držely nejvyšší úřady v zemi, včetně titulu primor (nejvyšší hodnost sikulské šlechty, srovnatelná s baronským či hraběcím titulem).

## Majetky
Rod vlastnil množství panství v Sedmihradsku, včetně panství Torja, v Háromsecké župě a Abošfalvě. Stejně tak zalánská větev Aporů měla mnoho panství, včetně Zalánu a Szentivánlaborfalvy. Po pádu komunistického režimu v Maďarsku v roce 1989 zrestituovali současní potomci rodu panství v Szentivánlaborfalvě.

## Významné osobnosti rodu

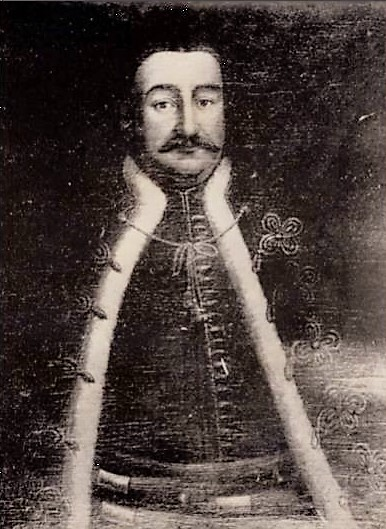
Hrabě Štěpán Apor (1638–1704), pokladník a vrchní velitel v Sedmihradsku

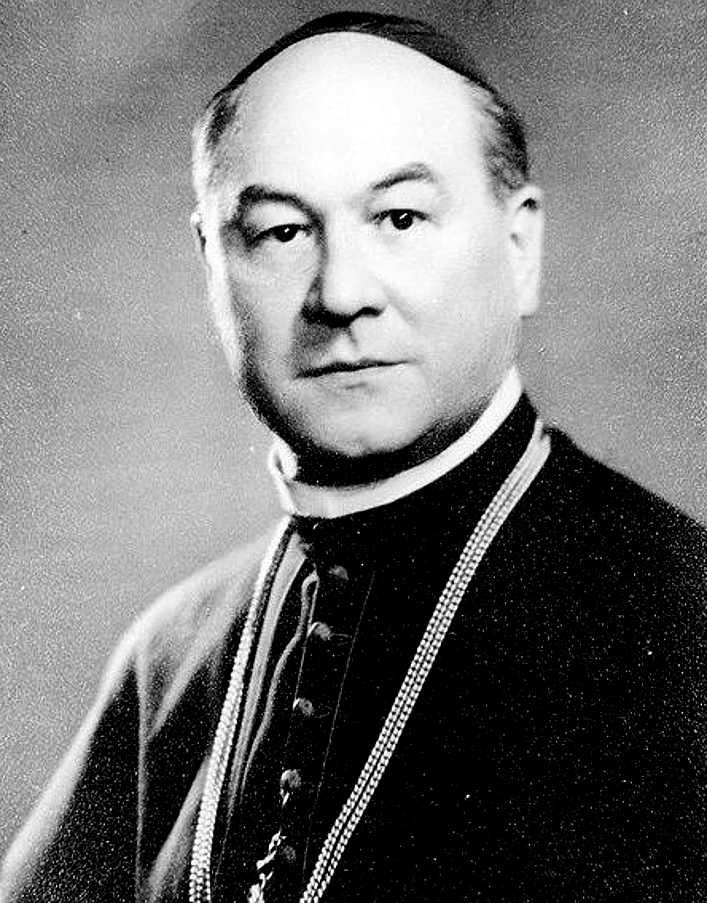
Baron Msgr. blahoslavený Vilém Apor, biskup a patron obětí pohlavního zneužívání

- Apor (Opour) Péc († 1307) uherský pán z rodu Péců, palatin a státní úředník za panování králů Ladislava IV. a Ondřeje III.
- Štěpán Apor (1638–1704) pokladník, nejvyšší armádní velitel v Sedmihradsku, v roce 1696 získal hraběcí titul, zemřel však bez potomků
- Petr Apor (1676–1752) főkirálybíró (nejvyšší královský sudí, významná státní funkce) v Háromszéku, historik
- Karel Apor (1815–1885) politik, předseda tehdejšího nejvyššího soudu Sedmihradska
- Gabriel Apor (1851–1898) főispán (hrabě) Velkokukulské župy, státní tajemník pro zahraniční záležitosti
- Josef Apor (1823–1899), důstojník za Maďarské revoluce v letech 1848–1849, uvězněn vládou v Aradu za účast na povstání Makk-Váradi v letech 1853–1854.[3] Jeho miniaturní podobizna z doby jeho věznění (Rákóczim) se nachází v Szeklerově národním muzeu.[4]
- Vilém Apor (1892–1945) blahoslavený biskup v Rábu (Győru)
- László Apor (1896–1982), úspěšný meziválečný podnikatel, obchodoval zejména s minerálními vodami. Od roku 1951 byl vězněn tehdejší komunistickou vládou v Rumunsku a deportován do pracovního tábora Dobruja.[5]